# هاري غروندي
هاري غروندي (بالإنجليزية: Harry Grundy)‏ (1 يناير 1881 في المملكة المتحدة - ) هو لاعب كرة قدم بريطاني (وحمل سابقاً جنسية المملكة المتحدة لبريطانيا العظمى وأيرلندا) في مركز جناح ‏. لعب مع نادي إيفرتون ونادي ريدنغ وChirk AAA F.C. ‏ ولينكولن سيتي أف سي.